# 1 Гончих Псов
1 Гончих Псов (лат. 1 Canum Venaticorum), HD 106478 — одиночная звезда в созвездии Большой Медведицы на расстоянии приблизительно 489 световых лет (около 150 парсеков) от Солнца. Видимая звёздная величина звезды — +6,171m.

## Характеристики
1 Гончих Псов — оранжевый гигант спектрального класса K0. Радиус — около 12,48 солнечных, светимость — около 93,64 солнечных. Эффективная температура — около 4736 К.